# Вуд-фьорд
Вуд-фьорд (норв. Woodfjord) — фьорд на северном берегу острова Западный Шпицберген в архипелаге Шпицберген. Фьорд является 4-м по длине в списке архипелагов Западного Шпицбергена, устье на севере является смежным с устьем фьорда Вийдефьорд, далее фьорд углубляется на 64 км, располагаясь к западу от Земли Андре.